# Rao Jingwen
Rao Jingwen (chinesisch 饒景文 / 饶景文, Pinyin Ráo Jǐngwén; * 26. März 1985 in Wuhan) ist eine ehemalige chinesische Tischtennisspielerin. Zusammen mit Wang Liqin gewann sie bei der Weltmeisterschaft 2013 eine Bronzemedaille im Mixed.

## Karriere
Rao trat wegen der starken chinesischen Konkurrenz eher selten in Erscheinung. In der ITTF-Weltrangliste wurde sie erstmals im September 2001 geführt. Erste Auftritte hatte sie im Rahmen der Pro Tour im Jahr 2004. So holte sie mit Li Xiaoxia im Doppel nach einer Halbfinalniederlage gegen Guo Yue und Niu Jianfeng Bronze bei den Singapore Open. 2007 schlug sie bei den Russian Open unter anderem Tie Yana sowie Sayaka Hirano und gewann Silber im Einzel. Im Doppel sicherte sie sich an der Seite von Chen Qing ebenfalls Silber. Im Jahr 2011 kam Rao mit Wang Xuan ins Halbfinale der Polish Open, wo das Paar aber scheiterte. Im gleichen Jahr errang sie bei der Universiade in allen vier Wettbewerben Gold. Bereits 2007 holte sie beim gleichen Event zwei Goldmedaillen. 2012 verbuchte die Chinesin ihren letzten großen Erfolg, als sie zusammen mit Chang Chenchen die Russian Open gewann. 2014 beendete sie ihre Karriere.

## Turnierergebnisse
| Verband | Veranstaltung     | Jahr | Ort            | Land | Einzel        | Doppel     | Mixed      | Team |
| ------- | ----------------- | ---- | -------------- | ---- | ------------- | ---------- | ---------- | ---- |
| CHN     | Universiade       | 2011 | Shenzhen       | CHN  | Gold          | Gold       | Gold       | Gold |
| CHN     | Universiade       | 2007 | Bangkok        | THA  | Gold          | Gold       |            |      |
| CHN     | Pro Tour          | 2012 | Jekaterinburg  | RUS  | letzte 16     | Gold       |            |      |
| CHN     | Pro Tour          | 2011 | Władysławowo   | POL  | letzte 64     | Halbfinale |            |      |
| CHN     | Pro Tour          | 2008 | Changchun      | CHN  | Viertelfinale |            |            |      |
| CHN     | Pro Tour          | 2007 | St. Petersburg | RUS  | Silber        | Silber     |            |      |
| CHN     | Pro Tour          | 2004 | Singapur       | SIN  | letzte 64     | Halbfinale |            |      |
| CHN     | Pro Tour          | 2004 | Pyeongchang    | KOR  | Qual.         | letzte 16  |            |      |
| CHN     | Weltmeisterschaft | 2013 | Paris          | FRA  |               |            | Halbfinale |      |